# Бупренорфин
Бупренорфин, продаван още под наименование Субоксон, е опиоид, който се използва за лекуването на опиоидна зависимост, умерено остра болка и умерена хронична болка. Комбинацията бупренорфин/налоксон също се използва за опиоидна зависимост.
Той е полусинтетично производно на тебаина. Той е модулатор на смесен частичен агонист на опиоиден рецептор.
Бупренорфинът е одобрен за медицинска употреба в САЩ през 1981 г.

## Използване за медицински цели
Основно се използва в медицината за третиране на опиоидна зависимост, най-често към хероин и оксикодон, но може да се използва и за лечение на болка, понякога и гадене при пациенти с антиеметична непоносимост, най-често при трансдермални форми.
Във ветеринарната медицина се използва за облекчаване на болката при кучета и котки.

### Опиоидни пристрастявания

#### Бупренорфин срещу метадон
И бупренорфина, и метадона са лекарства, използвани за детоксикация, къса и дълга терапия за замяна на опиоидите. Бупренорфинът има предимството, че е само частичен агонист; следователно намалява опасността от животозастрасяваща респираторна депресия в случай на злоупотреба. Проучвания показват, че ефективността от бупренорфин и метадон е почти еднаква, и до голяма степен споделят негативните ефекти с изключение на по-голямото ниво на седация сред употребяващите метадон. В ниски дози от 2 до 6 мг, бупренорфина има по-ниски задържащи стойности от колкото при ниски дози – 40 мг или по-малко – при метадона.

#### Стационарната рехабилитация и детоксикация
Рехабилитационните програми се състоят от фази на „детоксикация“ и на „лечение“. Фазата на детоксикация се състои от контролирано прехвърляне на употребата на опиоида, към който е зависим пациента, към бупренорфин, а понякога с допълнителното използване на лекарствени средства като бензодиазепини (оксазепам или диазепам), клонидин и болкоуспокояващи и антиинфекциозни като ибупрофен и аспирин.
Фазата на лечение започва когато човекът е стабилизиран и е получил медицинско разрешително. Този метод на лечение се състои от множество терапевтични сесии, които включват групово и индивидуално консултиране с различни съветници, психолози, психиатри, социални работници и други професионалисти. Допълнително, много центрове за лечение използват техники за улесняване на дванайсетте стъпки, използвайки програми „12 стъпки“ практикувани от организации като Анонимните алкохолици и Анонимните наркозависими. Някои хора на поддържащи терапии не се включват в такива организации, вместо това създадат тяхна собствена организация, която може да бъде създадена на основата на „12 стъпки“ или базирана на науката, вместо на вярата.

### Облекчаване на хронична болка
Трансдермалната лепенка се използва за лечение на хронична болка. Не е подходяща за лечение на остра болка, болка, която се очаква да продължи само кратко време или пост-оперативна болка, както и не е подходяща за употреба при лечение на опиоидна зависимост.

## Странични ефекти
Най-честите странични ефекти, свързвани с употребата на бупренорфин са същите като тези при другите опиоиди и включват: гадене и повръщане, сърбежи, виене на свят, главоболие, загуба на памет, когнитивно и нервно инхибиране, перспирации, суха уста, смаляване на зениците, ортостотична хипотензия, проблеми с еякулацията, намалено либидо, уринарно задържане.

### Зависимост към бупренорфин
Лечението с бупренорфин носи риск от причиняване на психологична и физична зависимост. Бупренорфина има бавно начало, слаб ефект и много дълготраен полуживот от 24 до 60 часа. Веднъж след като пациента се е стабилизирал на лекарството има 2 варианта за лечение: продължителна употреба/поддържане или контролирано прекратяване на физическата зависимост към наркотика.

### Респираторни ефекти
Най-честите и сериозни странични ефекти, свързани с употребана на опиоиди са респираторните депресии, които са механизма зад свръхдозата.
Бупренорфинът действа различно в това отношение, като показва „ефект на тавана“ при респираторните депресии. Ефекта на бупренорфина може да бъде антагонизиран с продължителна употреба на налоксон.
Конкурентната употреба на бупренорфин с други депресанти на ЦНС (като алкохол или бензодиазепини) е противопоказно, защото може да доведе до фатална респираторна депресия. Бензодиазепините, в препоръчителни дози, не са противопоказни при хора, толерантни към опиоиди или бензодиазепини.

### Контролиране на болка
Хора на терапия с високи дози бупренорфин може да не бъдат афектирани дори от големи дози от опиоиди като оксикодон, морфин или хидроморфон.
Също е трудно да се постигне остра опиоидна англезия при хора, употребяващи бупренорфин като опиоидно заместваща терапия.

## Фармакология

### Фармакокинетика
Бупренорфина се метаболизира от черния дроб чрез ензимната система в норбупренорфин. Глюкорунирането на бупренорфина се извършва основно от UGT1A1 и UGT2B7, а това на норбупренорфина от UGT1A1 и UGT1A3. Тези глюкорунири след това се елиминират главно чрез екскреция в жлъчката. Елиминационния полуживот на бупренорфина е 20-73 часа. Поради високата чернодробна елиминация, няма риск при хора с бъбречно увреждане. Един от главните активни метаболита на бупренорфина е норбупренорфин, който, противно на бупренорфина, е пълен агонист на MOR, DOR, ORL-1, и частичен агонист на KOR. Но, подобно на бупренорфина, норбупренорфина има много малък антисептичен потенциал, но значително депресира респирацията. Това може да бъде обяснено чрез много малкото мозъчно проникване на норбупренорфина.

## Химия
Бупренорфинът е полусинтетичен аналог на тебаин и е сравнително разтворим във вода като хидрохлоридна сол. Той се разгражда и в присъствието на светлина.

### Откриване в телесни течности
Бупренорфинът и норбупренорфинът могат да бъдат количествено определени в кръв или урина, за да се следи употребата или злоупотребата, да се потвърди диагнозата на отравяне или да се подпомогне лечението на лекарите. Съществува значително припокриване на лекарствените концентрации в телесните течности в рамките на възможния спектър от физиологични реакции, вариращи от асимптоматични до коматозни. Поради това е критично да имаме познания както за начина на прилагане на лекарството, така и за нивото на толерантност към опиоидите на индивида, когато резултатите се интерпретират.

## История
През 1969 г. изследователи в Reckitt & Colman (сега Reckitt Benckiser) са прекарали 10 години в опит да синтезират опиоидно съединение „със структури, значително по-сложни от морфина, които биха могли да задържат желаните действия докато отделят нежеланите странични ефекти“. Физическата зависимост и оттеглянето от самия бупренорфин остават проблем, тъй като той е дългодействащ опиат. Reckitt постига успех, когато изследователите синтезираха RX6029, който показа успех в намаляването на зависимостта при тестваните животни. RX6029 е наречен бупренорфин и започва проучвания върху хора през 1971 г. До 1978 г. бупренорфинът за първи път е бил пуснат в Обединеното кралство като инжекция за лечение на силна болка, със сублингвална формулировка, пусната през 1982 г.

## Общество и култура

### Регулации
В Съединените щати, бупренорфинът (Subutex) и бупренорфинът с налоксон (Suboxone) са одобрени от Обединеното управление по храните и лекарствата за опиоидна зависимост през октомври 2002 г.
Първоначално броят на пациентите, които всеки одобрен лекар може да лекува, е ограничен до десет. Това в крайна сметка е модифицирано, за да позволи на одобрените лекари да лекуват до 100 пациенти с бупренорфин за зависимост от опиоиди в амбулаторна обстановка. Това ограничение напоследък се увеличава от администрацията на Обама, като се увеличава броят на пациентите, на които лекарите могат да предписват до 275. Все пак, поради този лимит на пациенти и необходимия осемчасов курс на обучение, много от пациентите, които продължават, могат много трудно да получат рецепта, въпреки ефективността на лекарството.
В Европейския съюз Subutex и Suboxone, препаратите на сублингвални таблетки с висока доза на бупренорфин, са одобрени за лечение на зависимост от опиоиди през септември 2006 г. В Холандия бупренорфинът е наркотик от Списък II на Закона за опиума, въпреки че специални правила и насоки се отнасят до неговата рецепта и прием.

### Търговски наименования
Бупренорфин се предлага под търговските наименования Cizdol, Suboxone, Subutex (обикновено използвани за пристрастяване към опиоиди), Temgesic (сублингвални таблетки за умерена до силна болка), Buprenex (инжекционни разтвори, често използвани за остра болка в центровете за първична помощ), Norspan Butrans (трансдермални препарати, използвани за хронична болка).
Бупренорфинът е въведен в повечето европейски страни като трансдермална формулировка (продавана като Transtec) за лечение на хронична болка.

## Проучвания

### Депресия
Клиниччно проучване, проведено в Харвардското медицинско училище в средата на 90-те години, показва, че мнозинството от лицата с непсихотична еднополюсна депресия, които не се повлияват от конвенционалните антидепресанти и електроконвулсивната терапия, могат успешно да бъдат лекувани с бупренорфин. Понастоящем клиничната депресия не е приета индикация за употребата на който и да е опиоид.
Бупренорфин / самидофран (ALKS-5461), комбиниран продукт на бупренорфин и самидофан (преференциален антагонист на опиоиден рецептор), понастоящем преминава в клинични изпитвания фаза ІІІ в Съединените щати за увеличаване на антидепресантната терапия за резистентна към лечението депресия.

### Кокаинова зависимост
В комбинация със самидрофан или налтрексон (антагонисти на μ-опиоидните рецептори) бупренорфинът се изследва за лечение на зависимостта от кокаин и е демонстрирана ефективност за тази индикация при мащабно клинично изпитване (n = 302) (при висока доза бупренорфин От 16 mg, но не с ниска доза от 4 mg).

### Неонатална абстиненция
Бупренорфинът е използван при лечението на синдрома на неонатална абстиненция, състояние, при което новородени, изложени на опиоиди по време на бременност, показват признаци на отнемане. Употребата понастоящем е ограничена до бебета, записани в клинично изпитване, проведено съгласно FDA изследване за ново лекарство (IND). Етанолният състав, използван при новородени е стабилен при стайна температура в продължение на най-малко 30 дни.

### Обсесивно-компулсивно разстройство
В едно проучване установява, че бупренорфин е ефективен при подгрупа от индивиди с обсесивно-компулсивно разстройство.